# Velký atraktor
Velký atraktor je gravitační anomálie s obrovskou koncentrací hmoty (přibližně 1016 hmotností Slunce), která se nachází ve vesmíru ve směru souhvězdí Pravítko a Jižní trojúhelník. Leží ve vzdálenosti asi 200 milionů světelných let od Mléčné dráhy a je považován za ústřední gravitační bod nadkupy galaxií Laniakea, kam spadá i naše Sluneční soustava.

## Objev
První známky existence Velkého atraktoru byly pozorovány v 70. letech 20. století, kdy byly naměřeny anomální rychlosti okolních galaxií. Výrazný pohyb Mléčné dráhy směrem k této oblasti vesmíru byl potvrzen pomocí měření kosmického mikrovlnného pozadí v 80. letech. Moderní rentgenová pozorování družicemi jako ROSAT a Chandra pomohla identifikovat klíčové galaktické kupy.

## Lokalita
Velký atraktor se nachází v tzv. zóně vyhýbání (Zone of Avoidance), což je oblast oblohy zakrytá prachovými mračny Mléčné dráhy. Pozorování v jiných spektrech, zejména v rentgenovém a infračerveném záření, ukázala, že centrálním objektem Velkého atraktoru je kupa galaxií v Pravítku (ACO 3627).

## Vliv na okolní galaxie
Velký atraktor ovlivňuje pohyb tisíců galaxií v jeho okolí, včetně Místní skupiny galaxií, kam patří i naše Mléčná dráha. Tyto galaxie jsou přitahovány směrem k Velkému atraktoru rychlostí až 600 km/s.

## Shapleyho nadkupa a dipólový repeler
Pozdější výzkumy ukázaly, že Velký atraktor není největší strukturou ve svém okolí. Směřuje totiž k ještě větší oblasti zvané Shapleyho nadkupa, která je vzdálená přibližně 650 milionů světelných let. Naopak galaxie za Velkým atraktorem jsou odpuzovány tzv. dipólovým repelerem. Dipólový repeler je hypotetická oblast s nízkou hustotou hmoty, která způsobuje gravitační odpudivý efekt na galaxie v jeho okolí. Tento jev byl podrobně popsán v roce 2017 a je klíčový pro pochopení pohybů galaxií v lokálním vesmíru.

## Neobjasněná povaha
Navzdory pokrokům v pochopení struktury Velkého atraktoru zůstává jeho přesná povaha nejasná. Některé studie naznačují, že jeho hmotnost může být rozložena do rozsáhlé sítě temné hmoty a běžné hmoty.